# Brooklyn (Indiana)
Brooklyn es una ciudad situada en el condado de Morgan, Estado de Indiana, Estados Unidos. Según el censo de 2000 tenía una población de 1.545 habitantes.

## Demografía
Según el censo de 2000, había 1.545 personas, 553 hogares y 435 familias residiendo en la localidad. La densidad de población era de 764,8 hab./km². Había 577 viviendas con una densidad media de 285,6 viviendas/km². El 96,70% de los habitantes eran blancos, 0,39% amerindios, el 0,06% asiáticos, el 0,06% de otras razas, y el 2,78% pertenecía a dos o más razas. El 1,04% de la población eran hispanos o latinos de cualquier raza.
Según el censo, de los 553hogares, en el 40,7% había menores de 18 años, el 62,9% pertenecía a parejas casadas, el 11,0% tenía a una mujer como cabeza de familia, y el 21,3% no eran familias. El 17,5% de los hogares estaba compuesto por un único individuo, y el 6,5% pertenecía a alguien mayor de 65 años viviendo solo. El tamaño promedio de los hogares era de 2,79 personas, y el de las familias de 3,11.
La población estaba distribuida en un 30,3% de habitantes menores de 18 años, un 8,2% entre 18 y 24 años, un 35,8% de 25 a 44, un 18,7% de 45 a 64, y un 7,1% de 65 años o mayores. La media de edad era 32 años. Por cada 100 mujeres había 107,4 hombres. Por cada 100 mujeres de 18 años o más, había 103,6 hombres.
Los ingresos medios por hogar en la localidad eran de 42.880 dólares ($), y los ingresos medios por familia eran 44.563 $. Los hombres tenían unos ingresos medios de 35.292 $ frente a los 25.303 $ para las mujeres. La renta per cápita para la ciudad era de 18.242 $. El 9,5% de la población y el 8,2% de las familias estaban por debajo del umbral de pobreza. El 14,2% de los menores de 18 años y el 10,7% de los habitantes de 65 años o más vivían por debajo del umbral de pobreza.

## Geografía
Según la Oficina del Censo de los Estados Unidos, la localidad tiene un área total de 2,1 km², de los cuales 2,0 km² corresponden a tierra firme y el restante 0,1 km² a agua, que representa el 2,50% de la superficie total de la localidad.

## Lugares de interés
- Observatorio Goethe Link, observatorio astronómico situado a unos tres km de la ciudad fundado en 1939 y perteneciente a la Universidad de Indiana.